# Wereldkampioenschappen veldrijden 2022
De wereldkampioenschappen veldrijden 2022 (officieel: 2022 Walmart UCI Cyclo-Cross World Championships) werden gehouden op 29 en 30 januari in Fayetteville in de Amerikaanse staat Arkansas. Het is de tweede keer dat de WK werden gehouden in de VS, negen jaar na Louisville (Kentucky) in 2013. Voor het eerst werd er een gemengde estafette verreden als testwedstrijd. Medailles uitgereikt in deze discipline telden bijgevolg niet mee voor de medaillespiegel.

## Programma
In de tabel staat de lokale tijd en de Midden-Europese Tijd (CET).
| Datum               | Tijd (VS) | CET   | Categorie          |
| ------------------- | --------- | ----- | ------------------ |
| Vrijdag 28 januari  | 12:30     | 19:30 | Gemengde estafette |
| Zaterdag 29 januari | 11:00     | 18:00 | Meisjes junioren   |
| Zaterdag 29 januari | 13:00     | 20:00 | Mannen beloften    |
| Zaterdag 29 januari | 14:30     | 21:30 | Vrouwen elite      |
| Zondag 30 januari   | 11:00     | 18:00 | Jongens junioren   |
| Zondag 30 januari   | 13:00     | 20:00 | Vrouwen beloften   |
| Zondag 30 januari   | 14:30     | 21:30 | Mannen elite       |

## Selecties
De twee grote favorieten bij de elite mannen, Mathieu van der Poel en Wout van Aert, nemen niet deel aan het WK. Voor het eerst sinds 2014 zal er een andere winnaar zijn dan deze twee. De Nederlandse KNWU besloot om enkel podiumkandidaten te selecteren; alleen bij de elite vrouwen werd het maximum van acht rensters geselecteerd. Er werd bovendien geen Nederlandse ploeg geselecteerd voor de estafette. Vanwege een positieve coronatest binnen de Italiaanse ploeg konden zes van de twaalf geselecteerde renners niet afreizen naar het WK in de VS. Bij de zes thuisblijvers zijn o.a. Gaia Realini en Jakob Dorigoni. Ook bij de Belgische en Nederlandse ploegen konden enkele geselecteerde renners niet afreizen: bij de Belgen hadden Quinten Hermans en Xaydee Van Sinaey beide een positieve coronatest en bij de Nederlanders konden Denise Betsema (vanwege ziekte) en Annemarie Worst (besmet met corona) niet afreizen. Bij de Britten moest Anna Kay noodgedwongen thuisblijven vanwege een hersenschudding die ze opliep bij het inrijden van de wereldbeker in Hoogerheide.

### België
- Elite mannen: Jens Adams, Toon Aerts, Vincent Baestaens, Quinten Hermans, Eli Iserbyt, Daan Soete, Laurens Sweeck, Toon Vandebosch, Michael Vanthourenhout
- Elite vrouwen: Sanne Cant en Alicia Franck
- U23 mannen: Gerben Kuypers, Jente Michels, Thibau Nys, Niels Vandeputte, Emiel Verstrynge, Joran Wyseure
- U23 vrouwen: Kiona Crabbé
- Junior mannen: Yordi Corsus, Kenay De Moyer, Aaron Dockx, Wies Nuyens, Ferre Urkens, Viktor Vandenberghe
- Junior vrouwen: Fleur Moors en Xaydee Van Sinaey[11]

### Nederland
- Elite mannen: Lars van der Haar en Corné van Kessel
- Elite vrouwen: Lucinda Brand, Marianne Vos, Denise Betsema, Annemarie Worst, Yara Kastelijn, Inge van der Heijden, Ceylin del Carmen Alvarado, Manon Bakker
- U23 mannen: Pim Ronhaar, Ryan Kamp, Mees Hendrikx
- U23 vrouwen: Shirin van Anrooij, Fem van Empel, Puck Pieterse
- Junior mannen: David Haverdings
- Junior vrouwen: Leonie Bentveld en Lauren Molengraaf[12]

## Medailleoverzicht
| Categorie        | Goud                                                              | Goud     | Zilver                                                                       | Zilver | Brons                                                         | Brons |
| ---------------- | ----------------------------------------------------------------- | -------- | ---------------------------------------------------------------------------- | ------ | ------------------------------------------------------------- | ----- |
| Mannen           |                                                                   |          |                                                                              |        |                                                               |       |
| Mannen elite     | Tom Pidcock                                                       | 1u00'36" | Lars van der Haar                                                            | + 30"  | Eli Iserbyt                                                   | + 32" |
| Mannen beloften  | Joran Wyseure                                                     | 49'21"   | Emiel Verstrynge                                                             | + 13"  | Thibau Nys                                                    | + 33" |
| Jongens junioren | Jan Christen                                                      | 43'11"   | Aaron Dockx                                                                  | z.t.   | Nathan Swift                                                  | z.t.  |
| Vrouwen          |                                                                   |          |                                                                              |        |                                                               |       |
| Vrouwen elite    | Marianne Vos                                                      | 55'00"   | Lucinda Brand                                                                | + 1"   | Silvia Persico                                                | + 51" |
| Vrouwen beloften | Puck Pieterse                                                     | 46'27"   | Shirin van Anrooij                                                           | z.t.   | Fem van Empel                                                 | + 12" |
| Meisjes junioren | Zoe Bäckstedt                                                     | 41'16"   | Leonie Bentveld                                                              | + 32"  | Lauren Molengraaf                                             | + 57" |
| Gemengd          |                                                                   |          |                                                                              |        |                                                               |       |
| Estafette (test) | Italië Samuele Leone Silvia Persico Lucia Bramati Davide Toneatti | 31'00"   | Verenigde Staten (A) Eric Brunner Katie Clouse Clara Honsinger Scott Funston | + 7"   | België Daan Soete Kiona Crabbé Alicia Franck Niels Vandeputte | + 16" |

## Medaillespiegel
| Plaats | Land             | Goud | Zilver | Brons | Totaal |
| 1      | Nederland        | 2    | 4      | 2     | 8      |
| 2      | Groot-Brittannië | 2    | 0      | 1     | 3      |
| 3      | België           | 1    | 2      | 2     | 5      |
| 4      | Zwitserland      | 1    | 0      | 0     | 1      |
| 5      | Italië           | 0    | 0      | 1     | 1      |
| Totaal | Totaal           | 6    | 6      | 6     | 18     |

## Prijzengeld
In onderstaande tabel vindt u de verdeling van het prijzengeld per categorie:
| Pos.   | Mannen/vrouwen | Mannen/vrouwen | Mannen/vrouwen |
| Pos.   | Elite          | Beloften       | Junioren       |
| ------ | -------------- | -------------- | -------------- |
| 1.     | € 5.000        | € 2.500        | € 1.250        |
| 2.     | € 2.500        | € 1.250        | € 675          |
| 3.     | € 1.250        | € 675          | € 340          |
| Totaal | € 8.750        | € 4.425        | € 2.265        |

1950 · 
1951 · 
1952 · 
1953 · 
1954 · 
1955 · 
1956 · 
1957 · 
1958 · 
1959 · 
1960 · 
1961 · 
1962 · 
1963 · 
1964 · 
1965 · 
1966 · 
1967 · 
1968 · 
1969 · 
1970 · 
1971 · 
1972 · 
1973 · 
1974 · 
1975 · 
1976 · 
1977 · 
1978 · 
1979 · 
1980 · 
1981 · 
1982 · 
1983 · 
1984 · 
1985 · 
1986 · 
1987 · 
1988 · 
1989 · 
1990 · 
1991 · 
1992 · 
1993 · 
1994 · 
1995 · 
1996 · 
1997 · 
1998 · 
1999 · 
2000 · 
2001 · 
2002 · 
2003 · 
2004 · 
2005 · 
2006 · 
2007 · 
2008 · 
2009 · 
2010 · 
2011 · 
2012 · 
2013 · 
2014 · 
2015 · 
2016 · 
2017 · 
2018 · 
2019 ·
2020 ·
2021 ·
2022 ·
2023 ·
2024 ·
2025

Categorieën

Mannen elite · 
vrouwen elite · 
mannen beloften · 
vrouwen beloften · 
jongens junioren · 
meisjes junioren · 
gemengde estafette

Voormalig:
mannen amateurs
Kampioenschappen:  Wereldkampioenschappen ·
 Europese kampioenschappen ·
 Belgische kampioenschappen ·
 Nederlandse kampioenschappen
Klassementen:  Wereldbeker ·
 Superprestige ·
 X²O Badkamers Trofee ·
 TOI TOI Cup ·
 USCX Series ·
 Coupe de France ·
 National Trophy Series ·
 Copa de España ·
 New England Series
Overig:  Ethias Cross ·  Losse crossen België
Geen UCI-cat.:  Giro d'Italia Ciclocross